# Richard Allan
Richard Allan, född 11 februari 1966 var en brittisk parlamentsledamot för liberaldemokraterna. Han representerade valkretsen Sheffield Hallam mellan valen 1997 och 2005. Han tog valkretsen från de konservativa och efterträddes 2005 av Nick Clegg, även han liberaldemokrat. 